# NWB Internationales Steuer- und Wirtschaftsrecht – IWB
Die Zeitschrift NWB Internationales Steuer- und Wirtschaftsrecht – IWB aus dem NWB Verlag erscheint zweimal monatlich und befasst sich mit internationalem Steuer- und Wirtschaftsrecht. Seit Mai 2017 ist sie offizielles Organ des Young IFA Network (YIN) in Deutschland.

## Zielgruppe und Inhalte
Die IWB richtet sich an Unternehmen mit Auslandsbeziehungen, spezialisierte Steuerberater, Fachanwälte für Steuerrecht und Wirtschaftsprüfer.
Behandelte Themen sind unter anderem ertragsteuerliche Themen, wie das Außensteuergesetz, Doppelbesteuerungsfragen, Verrechnungspreise, grenzüberschreitende Investitionen, Unternehmensumwandlungen, der Wegzug von Privatpersonen in das Ausland, Mitarbeiterentsendungen und Grenzgängertätigkeit, sowie die Umsatzsteuer bei Leistungen mit Auslandsbezug.

## Herausgeber und Lieferumfang
Sie wird herausgegeben von Dietmar Gosch, Mathias Hildebrandt, Eva Oertel, Roman Seer und Wendelin Staats.
Neben der gedruckten Ausgabe erhalten Abonnenten Zugang zum Themenpaket NWB Steuern International der NWB-Datenbank. Dieses enthält neben einem Online-Archiv der Zeitschrifteninhalte unter anderem die deutschen Doppelbesteuerungsabkommen, die einschlägigen deutschen Gesetze sowie Schreiben der deutschen Finanzverwaltung und die Rechtsprechung der erstinstanzlichen Finanzgerichten, des Bundesfinanzhofs und des Europäischen Gerichtshofs, soweit diese den Themenbereich der Zeitschrift betreffen.